# Frontera de la Paz

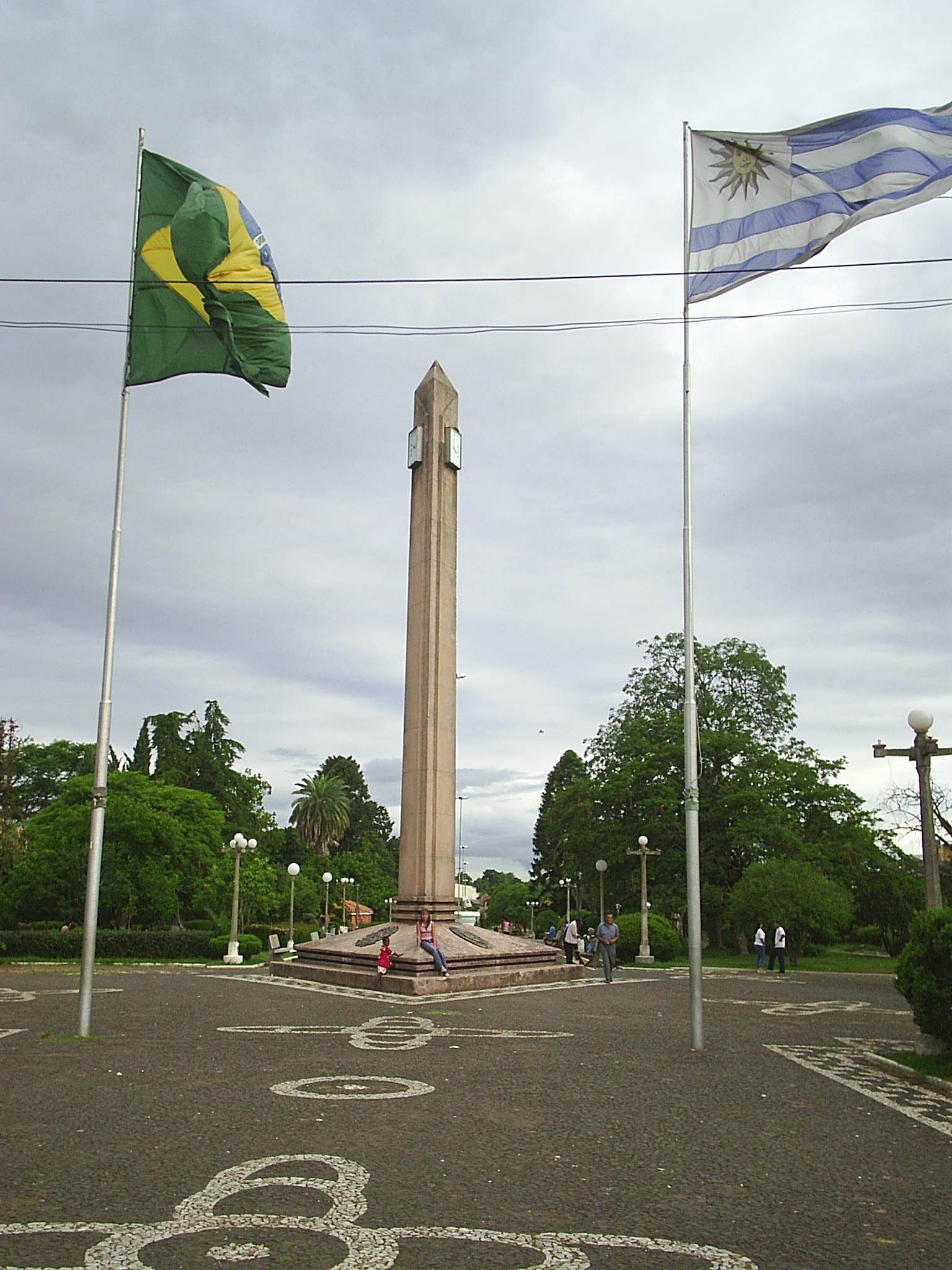
Un símbolo de la Frontera de la Paz: el obelisco de la Plaza Internacional. A la izquierda, Brasil; a la derecha, Uruguay.

La Frontera de la Paz es el tramo de la frontera uruguayo-brasileña, que abarca a las ciudades de Rivera (Uruguay) y Santana do Livramento (Brasil). Este nombre se debe a la cultura de integración surgida de la convivencia internacional y pacífica de ambos pueblos. La frontera entre las dos ciudades es terrestre, estando unidas (no separadas) por una línea divisoria imaginaria a través de calles y avenidas y de estructuras limítrofes denominadas "marcos". 
Población 169 196 habitantes.

## Parque o Plaza Internacional
Un símbolo de esa convivencia fraternal es la Plaza Internacional, única plaza binacional en el mundo, compartida soberanamente en partes iguales, inaugurada el 26 de febrero de  1943, en el período de los presidentes de Brasil y Uruguay, Getúlio Vargas y Alfredo Baldomir, respectivamente, en una época en que el mundo enfrentaba las vicisitudes de la Segunda Guerra Mundial (1939-1945).

## Origen de la Frontera de la Paz
En un comienzo las dos poblaciones fueron creadas con fines militares, como vigilantes mutuos de los intereses de sus respectivos países. Pero pronto surgió una cultura de frontera, alimentada por la necesidad de convivencia entre los dos pueblos, que cada vez más se fueron transformando en uno solo, alejándose de la visión original que tenían los gobiernos de sus respectivos países.

## Encuentros entre mandatarios de ambos países
El 10 de febrero de 1957, el presidente brasileño Juscelino Kubitschek y Arturo Lezama, presidente del Consejo Nacional de Gobierno de Uruguay ese año, protagonizaron la primera reunión de representantes en la Plaza Internacional.
La segunda reunión se realizó el 6 de mayo de 1997 entre los presidentes Julio María Sanguinetti y Fernando Henrique Cardoso.
La última visita conjunta se realizó el 30 de julio de 2010 con la presencia de los presidentes José Mujica y Luiz Inácio Lula da Silva.

## Binacionalismo
Es muy común que familias enteras tengan integrantes de las dos nacionalidades (muchas veces un solo integrante posee ambas). También es muy frecuente que personas que viven en un lado de la línea divisoria, trabajen en el otro. Es normal que una persona hable en español y la otra le conteste en portugués y viceversa. También existe un dialecto propio de la frontera, el portuñol o fronterizo, compartido por muchos y que casi todos entienden.